# Braniborská jeskyně
Braniborská jeskyně je velký pískovcový skalní převis na Českolipsku v Libereckém kraji, který se nachází v lesích asi 3 km směrem na západ od Starých Splavů, rekreačního střediska na březích Máchova jezera. Jeskyně leží východně od Maršovického vrchu (499 m n. m.) již na katastrálním území obce Chlum.

## Popis a historie
Rozměry skalního převisu činí 44 metrů do délky, do hloubky asi 12 metrů, jeho výška je přibližně 6 metrů. Převis údajně sloužil jako úkryt v době válek, dokazuje to i nápis zasazený do vyrytého srdcovitého štítu, jehož cípy tvoří písmeno W, které označovalo rod Valdštejnů. Na vrcholu je pak štít opatřen korunkou. Je datován rokem 1741 a zčásti je poničen vandaly. Úkryt zde tedy pravděpodobně nalezli lidé z okolí v době 1. slezské války před drancující pruskou armádou. Profesor českolipského gymnázia, kněz Řádu sv. Augustina a neúnavný vlastivědný badatel a historik Anton Amand Paudler zaznamenal ve svém díle Die Brandenburgerhöhle z roku 1878, že v jeskyni při pruském vpádu roku 1866 lidé z Jestřebí po několik dní ukrývali své nejcennější koně. Podle legendy se v Braniborské jeskyni ukrývali také loupežníci, možná i „strašný lesů pán“ z Máchova Máje. V moderní době převis slouží jako trampský bivak.

## Dostupnost

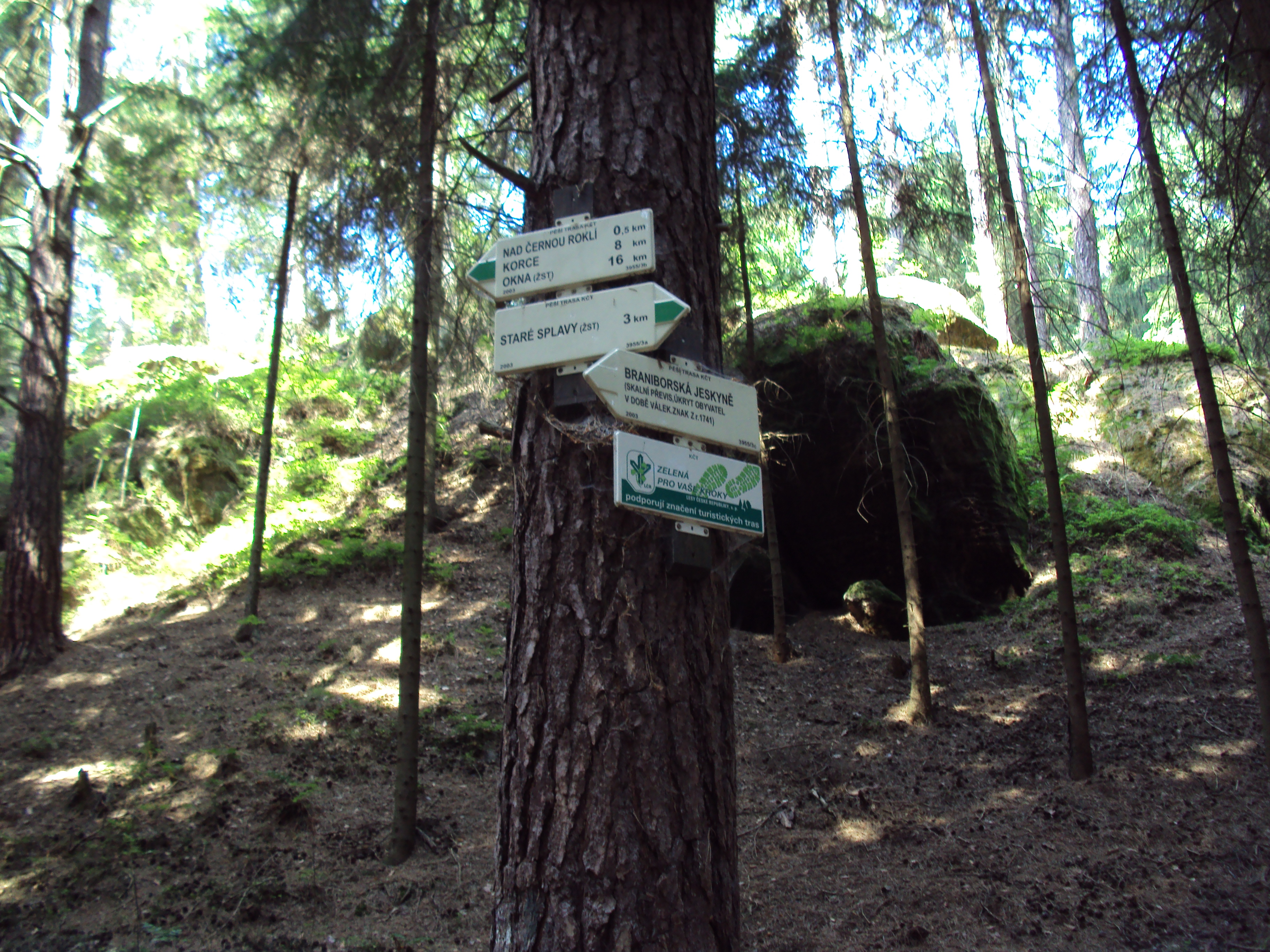
Rozcestník pod jeskyní

Braniborská jeskyně je dostupná po zeleně značené turistické značce, vedoucí ze Starých Splavů do Skalky u Doks. Od Starých Splavů je jeskyně vzdálená zhruba 3 km západním směrem. Zhruba 500 metrů nad jeskyní vede evropská dálková trasa E10 pro pěší turisty, k jeskyni je odbočka vyznačena na rozcestníku.

## Pověst o čertovi a ševci
Podle jedné z pověstí skalní útvar vznikl při rvačce ševce s čertem, který mu nechtěl zaplatit za nové boty. Nakonec, jak už to v pověstech bývá, švec vytřásl z čerta peníze a ještě si vzal zpátky nové boty.[zdroj?]